# Valvarrone
Valvarrone es una comuna italiana ubicada en la provincia de Lecco de la región de Lombardía.
El actual municipio fue fundado el 1 de enero de 2018 mediante la fusión de las hasta entonces comunas separadas de Introzzo (la actual capital municipal), Tremenico y Vestreno.
En 2020, el municipio tenía una población de 521 habitantes.
Recibe su topónimo por ubicarse en el valle del torrente Varrone. Comprende un conjunto de pequeñas localidades rurales ubicadas en la parte baja del valle, al este de Dervio.